# Женская сборная Косова по волейболу
Женская национальная сборная Косова по волейболу (алб. Përfaqësuesja kosovare е Volejbollit) — представляет Республику Косово на международных соревнованиях по волейболу. Управляющей организацией выступает Федерация волейбола Косова (алб. Federata e Volejbollit e Kosovës — FVK).

## История
Федерация волейбола Косова с 2016 года является членом Международной федерации и Европейской конфедерации волейбола.
Дебют женской волейбольной сборной Косова на официальной международной арене состоялся в мае—июне 2017 года в столице Болгарии Софии в отборочном турнире чемпионата мира 2018. Всего в своей отборочной группе волейболистки Косова провели 5 матчей (против сборных Турции, Черногории, Швейцарии, Румынии и Болгарии) и во всех проиграли с одинаковым счётом 0:3. При этом лишь раз за 15 сыгранных партий сборная Косово добиралась до рубежа в 20 набранных очков (во втором сете матча против Черногории). 
Столь же неудачно сборная Косово выступила и в 2018 году, приняв участие в розыгрыше Евролиги. Косовские волейболистки не сумели выиграть даже ни одной партии в 6 проведённых матчах, лишь трижды в 18 сетах набрав 20 и более очков.

## Результаты выступлений и составы

### Чемпионаты мира
- 2018 — не квалифицировалась
- 2022 — не квалифицировалась
- 2025 — не квалифицировалась

- 2018 (квалификация): Назмие Ибрахими, Блеона Кадриу, Зюла Кадриу, Эльвира Байрактари, Шерифе Бехрамай, Анюла Крюэзиу, Венера Кадриу, Эгзона Геци, Вилдане Яшари, Ронита Лека, Фьолла Шабани, Аделаида Элази, Флорентина Делиу, Рукийе Муя, Фьолла Хюсени. Тренер — Лорик Илази.

### Чемпионаты Европы
До 2019 в чемпионатах Европы (основной и отборочный турниры) сборная Косово участия не принимала
- 2021 — не квалифицировалась
- 2023 — не участвовала
- 2026 —

### Евролига
Сборная Косова приняла участие только в одном розыгрыше Евролиги.
- 2018 — 19—20-е место (7—8-е в Серебряной лиге)

- 2018: Назмие Ибрахими, Блеона Кадриу, Зюла Кадриу, Эльвира Байрактари, Валмире Рамадани, Блинера Яха, Венера Кадриу, Эгзона Геци, Ронита Лека, Фьолла Шабани, Флорентина Делиу, Джурата Сюлеймани, Рукийе Муя, Фьолла Хюсени, Энтела Мукьолли. Тренер — Лорик Илази.

## Состав
Сборная Косова в квалификации чемпионата Европы 2026 (2024 год)
| №  | Имя, фамилия      | Год рождения | Рост | Амплуа      | Клуб                 |
| -- | ----------------- | ------------ | ---- | ----------- | -------------------- |
| 1  | Зюла Кадриу       | 2001         | 171  | связующая   | «Скендерай»          |
| 2  | Блеона Кадриу     | 1999         | 180  | центральная | «Скендерай»          |
| 3  | Хюрийе Годжули    | 1997         | 162  | либеро      | «Скендерай»          |
| 4  | Лореса Авдюли     | 2001         | 182  | нападающая  | «Бордо Спор» Элязыг  |
| 5  | Валмире Рамадани  | 1998         | 174  | центральная | «Фер Воллей» Феризай |
| 6  | Блинера Яха       | 1998         | 173  | связующая   | «Феризай»            |
| 7  | Венера Кадриу     | 2000         | 176  | нападающая  | «Люцерн»             |
| 8  | Эгзона Геци       | 1992         | 176  | центральная | «Скендерай»          |
| 9  | Ринеса Хасани     | 2001         | 176  | нападающая  | «Фер Воллей» Феризай |
| 10 | Леонита Ходжа     | 1999         | 185  | центральная | «Скендерай»          |
| 11 | Аделайда Илази    | 1991         | 173  | нападающая  | «Дрита» Гьилани      |
| 13 | Джурата Сюлеймани | 1999         | 186  | нападающая  | «Фер Воллей» Феризай |
| 15 | Веса Шабани       | 2001         | 184  | центральная | «Феризай»            |
| 20 | Амела Ллугалиу    | 2004         | 190  | центральная | «Фер Воллей» Феризай |

- Главный тренер — Лорик Илази.
- Тренеры — Юлли Кадриу, Влора Бериша.